# Acerno
Acerno ist eine italienische Gemeinde mit 2464 Einwohnern (Stand 31. Dezember 2024) in der Provinz Salerno in der Region Kampanien. Sie ist Teil der Bergkommune Comunità Montana Monti Picentini.

## Geografie
Die Nachbargemeinden sind Bagnoli Irpino (AV), Calabritto (AV), Montella (AV), Campagna, Giffoni Valle Piana, Montecorvino Rovella, Olevano sul Tusciano und Senerchia (AV).

## Söhne und Töchter
- Michele De Rosa (* 1940), katholischer Geistlicher, emeritierter Bischof von Cerreto Sannita-Telese-Sant’Agata de’ Goti